# Aeroport Internacional de Düsseldorf
L'Aeroport Internacional de Düsseldorf (codi IATA: DUS, codi OACI: EDDL) (en alemany: Flughafen Düsseldorf International) és un aeroport que dona servei a Düsseldorf, capital de l'estat de Rin del Nord-Westfàlia, localitzat a aproximadament 7 km al nord del centre de la ciutat. L'any 2010, va gestionar quasi 19 milions de passatgers convertint-se en el tercer aeroport més transitat d'Alemanya i el 20è més transitat d'Europa. És un hub secundari per a Lufthansa. A més, gestiona una mitjana de 750 enlairaments i aterratges per dia, operats per un total de 70 aerolínies que ofereixen vols directes a 186 destinacions diferents.

## Història
L'aeroport actual va ser inaugurat el 19 d'abril de 1927, després d'haver estat dos anys en construcció. Deutsche Lufthansa va obrir rutes a Berlín, Hamburg, Colònia i Ginebra. Amb l'inici de la Segona Guerra Mundial, l'aeroport va deixar de donar un ús civil el setembre de 1939 i va passar a ser un aeròdrom d'ús militar. Després de la guerra, l'aeroport va ser reobert a l'ús civil l'any 1948. El 1973, el nou edifici central i la Terminal B van ser oberts i, dos anys més tard, l'any 1975 van entrar en operació la connexió ferroviària entre l'estació central de Düsseldorf i l'aeroport. La Terminal A va ser inaugurada el 1977. La Terminal C es va obrir al públic el 1986 i l'aeroport va gestionar 8,22 milions de passatgers, convertint-se en el segon aeroport més transitat d'Alemanya. El 1992, es va decidir construir una altra pista d'aterratge.
L'11 d'abril de 1996, un incendi provocat pels treballs de soldadura i la insuficient protecció estructural, es va deslligar al sostre de la Terminal A. Van morir 17 persones i moltes altres van ser hospitalitzades a causa de la inhalació de fum. El novembre del mateix any, la Terminal C va ser completament remodelada. El 1998, la Terminal A va ser reoberta i l'aeroport va canviar el seu nom d'Aeroport de Rhine-Ruhr a Düsseldorf International. També va començar la reconstrucció de l'edifici central de la Terminal B. La nova estació de tren de l'Aeroport Internacional de Düsseldorf va obrir les portes el maig del 2000, amb capacitat per a gestionar 300 sortides diàries. L'any 2002, el servei d'autobús entre terminals va ser substituït per un monorail anomenat SkyTrain per tal de connectar l'edifici terminal amb l'estació de trens InterCity.

## Terminals
- Terminal A: Té 16 portes d'embarcament usades per Lufthansa i la seva filiar Lufthansa Regional, les seves aerolínies associades i les membres de Star Alliance.
- Terminal B: Té 11 portes d'embarcament i és utilitzada principalment per vols domèstics i dintre de la Unió Europea de membres de SkyTeam i Oneworld.
- Terminal C: Té 8 portes d'embarcament usades exclusivament per rutes fora de l'espai Schengen, principalment de llarga distància, d'aerolínies que no formen part de Star Alliance.

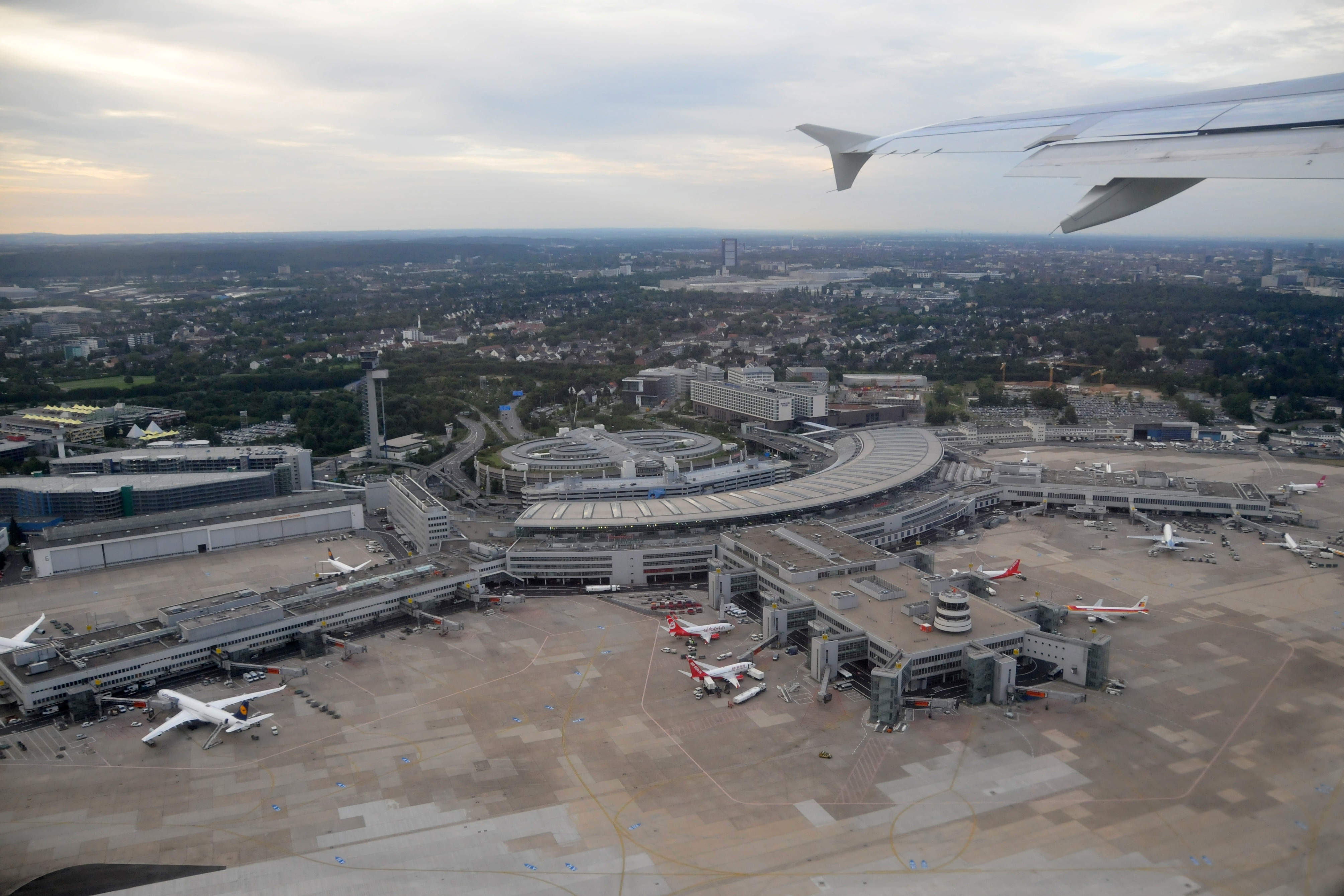
Vista exterior de l'edifici terminal.
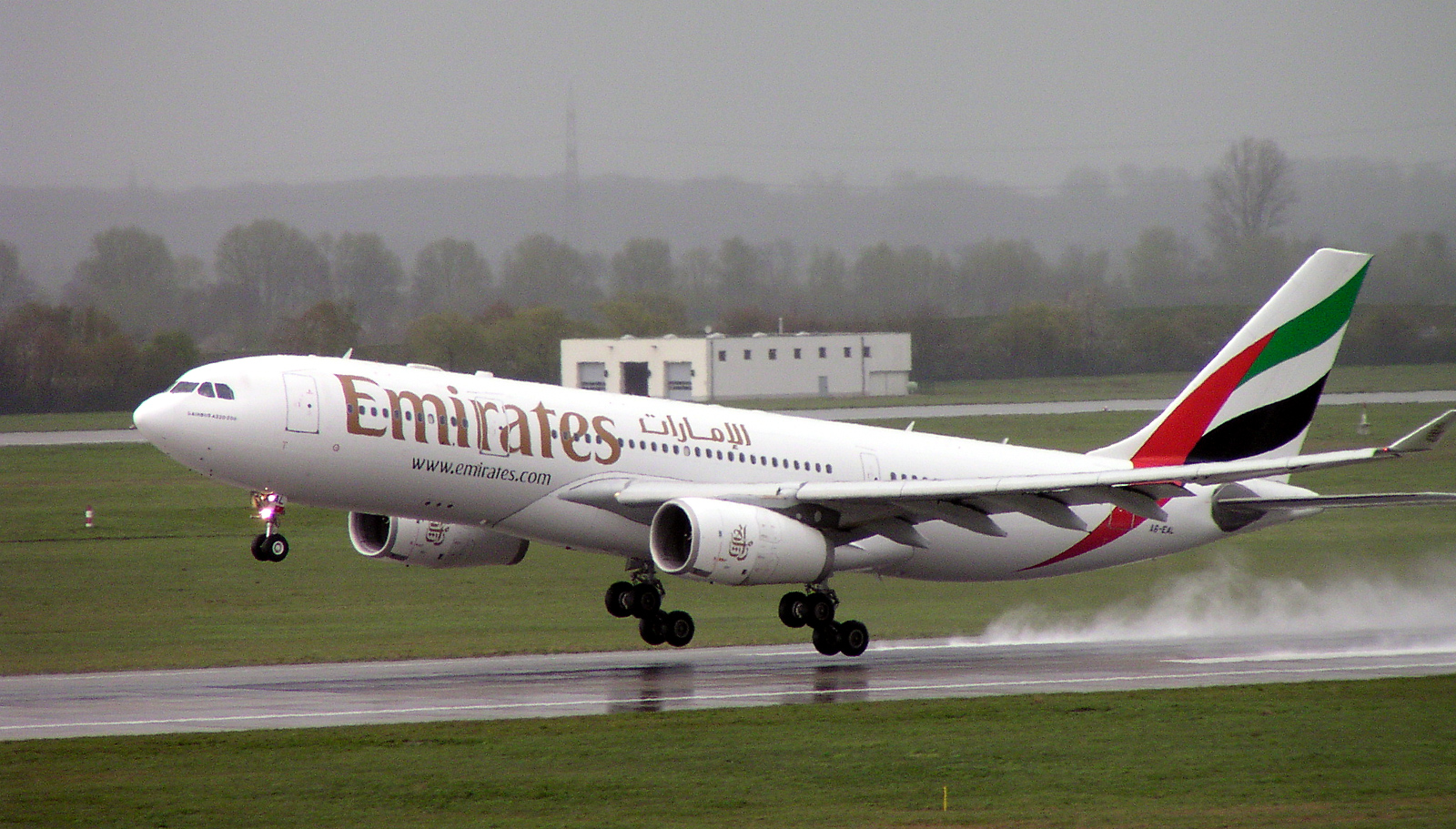
Airbus A330-200 d'Emirates a l'aeroport.
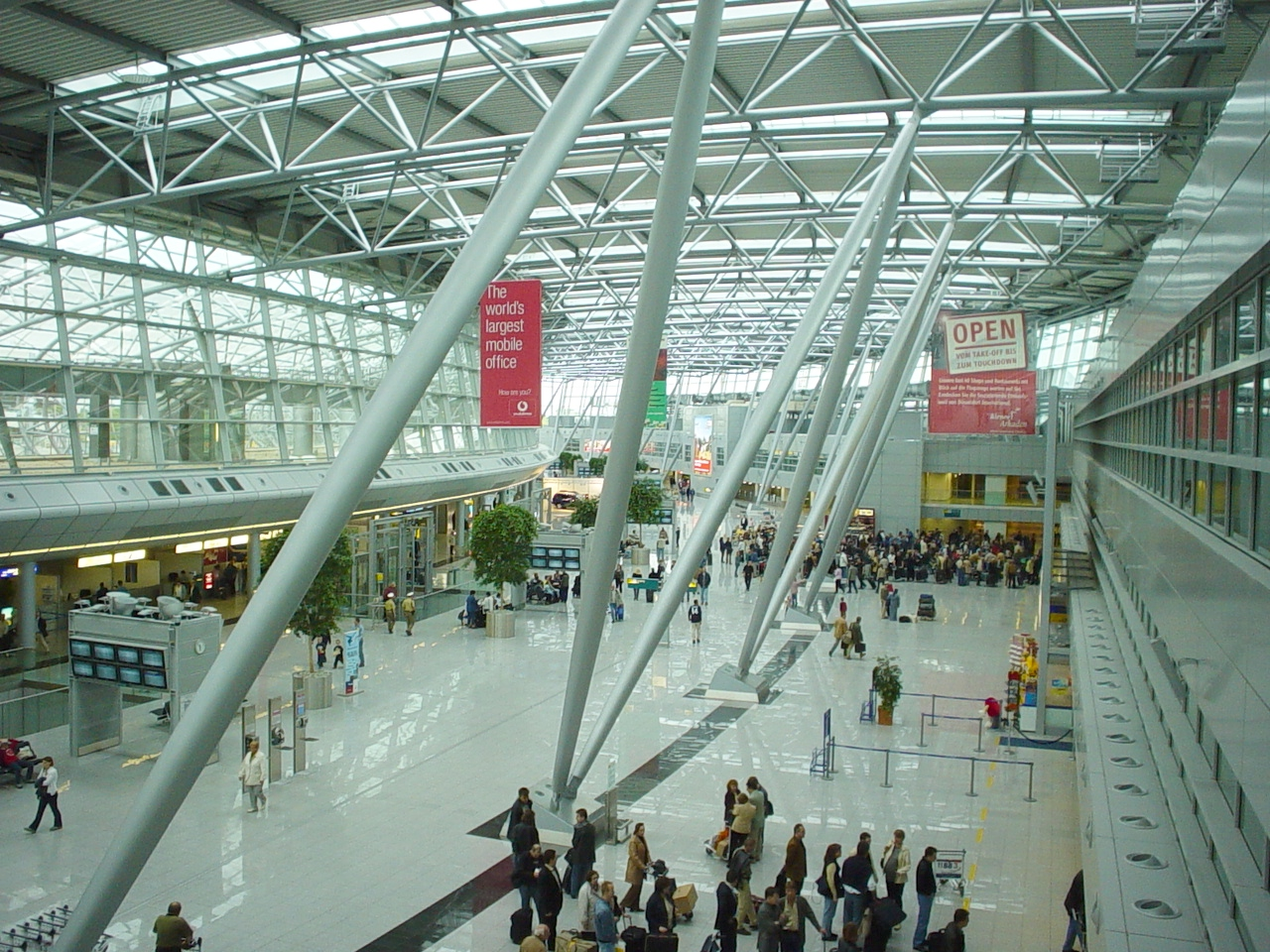
Interior del recinte aeroportuari.
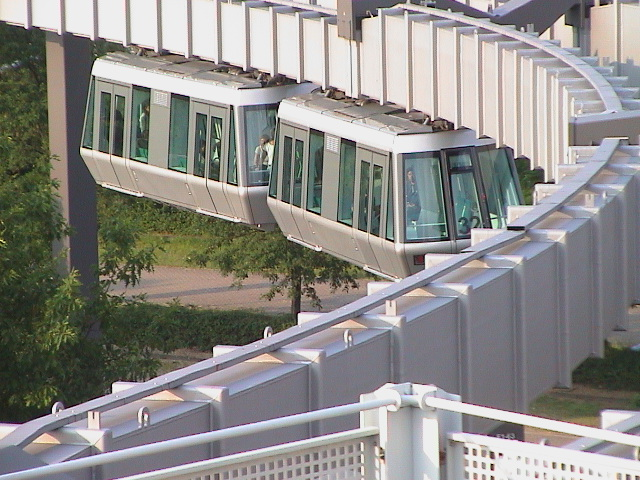
Monorail SkyTrain entre terminals.

## Aerolínies i destinacions
| Companyia                                         | Destinacions | Terminal |
| ------------------------------------------------- | --- | -------- |
| Aegean Airlines                                   | Atenes, Tessalònica | B        |
| Aer Lingus                                        | Dublín | C        |
| Aeroflot                                          | Moscou-Xeremètievo | C        |
| Afriqiyah Airways                                 | Trípoli | C        |
| Air China                                         | Pequín-Capital | A        |
| Air France                                        | París-Charles de Gaulle | B        |
| Air France operat per Brit Air                    | Lió, Tolosa de Llenguadoc | B        |
| Air France operat per HOP!                        | París-Charles de Gaulle, Tolosa de Llenguadoc | B        |
| Air Malta                                         | Malta | B        |
| Air Via                                           | de temporada: Burgas, Varna | C        |
| airBaltic                                         | Riga | B        |
| Austrian Airlines                                 | Viena | A        |
| Austrian operat per Tyrolean Airways              | Graz, Linz de temporada: Viena | A        |
| British Airways                                   | Londres-Heathrow | B        |
| British Airways operat per Sun Air of Scandinavia | Billund | B        |
| Bulgarian Air Charter                             | de temporada: Burgas, Varna | C        |
| Carpatair                                         | Timisoara | C        |
| Condor Flugdienst                                 | Dubai, Fuerteventura, Hurghada, Jerez de la Frontera, Lanzarote, Larnaca, Las Palmas de Gran Canaria, Santa Cruz de la Palma, Xarm el-Xeikh, Tenerife-Sud de temporada: Agadir, Chania, Corfú, Dalaman, Djerba, Eivissa, Iràklio, Kos, Malta, Menorca, Rodes, Santorí | B / C    |
| Croatia Airlines                                  | de temporada: Dubrovnik, Split | A        |
| Czech Airlines                                    | Praga | B        |
| Delta Air Lines                                   | Atlanta | C        |
| easyJet                                           | Londres-Gatwick, Roma-Fiumicino | B        |
| EasyJet Switzerland                               | Basel/Mulhouse | B        |
| Emirates                                          | Dubai | C        |
| Eurowings                                         | Las Vegas (comença el 3 de juliol del 2019), Nova York-Newark (comença l'1 de desembre del 2018) | -        |
| Finnair                                           | Hèlsinki | B        |
| Flybe                                             | Birmingham, Exeter, Manchester, Southampton | C        |
| Germania                                          | Adana, Ankara, Antalya, Beirut, Bursa, Bodrum, Damasc, Gaziantep, Hatay, Kayseri, Pristina, Samsun, Sivas, Sulaymaniyah, Trabzon | C        |
| German Sky Airlines                               | Antalya, Hurghada, Palma | C        |
| Iberia                                            | Madrid | B        |
| Iberia operat per Air Nostrum                     | Madrid | B        |
| InterSky                                          | Friedrichshafen | B        |
| Jet2.com                                          | Leeds/Bradford | C        |
| KLM operat per KLM Cityhopper                     | Amsterdam | B        |
| LOT Polish Airlines                               | Varsòvia | A        |
| Lufthansa                                         | Berlín-Tegel, Chicago-O'Hare, Frankfurt, Hamburg, Istanbul-Atatürk, Londres-Heathrow, Milà-Malpensa, Moscou-Domodédovo, Múnic, Nova York-Newark, París-Charles de Gaulle, Roma-Fiumicino, Sant Petersburg, Viena de temporada: Jersey, Miami, Newquay, Palma, Reykjavík-Keflavík, Toronto-Pearson, Zuric | A        |
| Lufthansa Regional operat per Contact Air         | Birmingham, Dresden, Hamburg, París-Charles de Gaulle | A        |
| Lufthansa Regional operat per Eurowings           | Atenes, Barcelona, Basel/Mulhouse, Berlín-Tegel, Bilbao, Birmingham, Bucarest-Henri Coandă, Budapest, Dresden, Gdańsk, Ginebra, Göteborg-Landvetter, Katowice, Leipzig/Halle, Lisboa, Lió, Madrid, Manchester, Milà-Malpensa, Newcastle upon Tyne, Nuremberg, Oslo-Gardermoen, Paris-Charles de Gaulle, Praga, Sofia, Estocolm-Arlanda, Stuttgart, Torí, València, Venècia-Marco Polo, Viena, Varsòvia, Wroclaw, Zuric de temporada: Dubrovnik, Newquay, Olbia, Reykjavík-Keflavík | A        |
| Lufthansa Regional operat per Lufthansa CityLine  | Berlín-Tegel, Edimburg, Kíev-Boryspil, Madrid, Milà-Malpensa, Oslo-Gardermoen, Praga, Sant Petersburg, Venècia-Marco Polo, Varsòvia de temporada: Inverness | A        |
| Mahan Air                                         | Teheran | C        |
| MAT Airways                                       | Skopje | C        |
| Middle East Airlines                              | de temporada: Beirut | C        |
| Norwegian Air Shuttle                             | Oslo-Gardermoen | B        |
| Nouvelair                                         | Monastir | C        |
| Ostfriesische Lufttransport                       | de temporada: Heringsdorf | B        |
| Pegasus Airlines                                  | Ankara, Antalya, Istanbul-Sabiha Gökçen | C        |
| Pegasus Airlines operat per IZair                 | Esmirna | C        |
| Rossiya                                           | Sant Petersburg | C        |
| Royal Air Maroc                                   | Nador | C        |
| S7 Airlines                                       | Moscou-Domodédovo | C        |
| Scandinavian Airlines                             | Copenhaguen, Estocolm-Arlanda, Oslo-Gardermoen | A        |
| Sky Airlines                                      | Antalya | C        |
| Sun d'Or International Airlines                   | Tel-Aviv | C        |
| SunExpress                                        | Adana, Ankara, Antalya, Esmirna, Istanbul-Sabiha Gökcen | C        |
| Swiss International Air Lines                     | Zuric | A        |
| Swiss operated by Swiss European Air Lines        | Zuric | A        |
| TAP Portugal                                      | Lisboa | A        |
| TUIfly                                            | Antalya, Fuerteventura, Hurghada, Lanzarote, Las Palmas de Gran Canaria, Xarm el-Xeikh, Tenerife-Sud de temporada: Agadir, Corfú, Dalaman, Eivissa, Enfidha, Faro, Iràklio, Jerez de la Frontera, Kos, Luxor, Marsa Alam, Menorca, Palma, Patras/Araxos, Rodes | B/C      |
| Tunisair                                          | Djerba, Enfidha, Monastir, Tunis | C        |
| Turkish Airlines                                  | Istanbul-Atatürk | C        |
| Turkish operat per Anadolujet                     | Ankara | C        |